# Los Silver
Los Silver son un grupo de origen mexicano de estilo calypso rock originarios de Ciudad Juárez, Chihuahua, México. Desde su creación, alcanzó rápidamente la fama internacional. Sin embargo, en los años de 1970 y 1980 su popularidad los llevó a ser una de las agrupaciones musicales más queridas en su género. Su música es un mezcla de calypso rock, baladas, rock & roll. La agrupación grabó una gran cantidad de grandes éxitos en la mayoría de la autoría de los compositores Norberto "Beto" Lozano Bueno - (vocalista y bajista) y de Víctor Manuel "Manny" Olivas Haros (vocalista y guitarrista). Los Silver hasta la fecha está considerado como patrimonio musical y un icono de música para las ciudades gemelas de El Paso, Texas y Ciudad Juárez, Chihuahua.

## Biografía
A mediados de los años 50, había tres muchachos inseparables, Carlos Cuevas, Juan Zamora y Ricardo Zamora, que se juntaban a platicar en la esquina de las calles Juan Mata Ortiz y Mina. El papá y la mamá de Carlos tenían frecuentes reuniones, y estas eran utilizadas por Juan y Carlos para cantar como el dueto “Los Bribones”, Ricardo los acompañaba utilizando una caja de cartón como bongós. De esa querida esquina se iban los tres hasta la calle Miguel Hidalgo, uno de esos domingos pasaron por un centro comercial donde muchas jóvenes gritaban ya que un grupo musical tocaba, ese grupo eran “Los Imperiales”. Desde ese día, decidieron formar un grupo.
Con esa ilusión, rentaron una batería y guitarra, y aprendieron canciones como “Melodía de amor”, “Siluetas”, “Cuando florezcan los manzanos”, “Cuna de amor”, etc. Con esas canciones fueron invitados a tocar en una kermés, por lo cual decidieron darle un nombre al grupo, y decidieron “Los Silver Boys”. Ya hechos grupo, ofrecían sus servicios gratuitamente en fiestas.
Después de un tiempo, empezaron a trabajar en los salones, Le Rat Mort, en el Salón Azul del Hotel Continental, Casino Juvenil, y en el Hotel San Antonio. Se les invitó a tocar en la radiodifusora XEWR, y en la XEP. Allí en la XEP, se les dio la oportunidad de grabar 2 canciones “Quiero verte llorando” y “Como tu eres”, canciones que escuchó la compañía Polygram de México, la cual los contrató y envió al Distrito Federal para grabar su primer disco, canciones como “Quitar las playas”, “Quiero verte llorando”, “Como tu eres”, “Todo concluyó”, y “Siempre lloraba” fueron partes de esta grabación.
Ya con un disco grabado, se empezó a tocar en el Casino Alianza, en el Malibú, el grupo fue invitado a formar parte de la obra de teatro “El Tenedor”, con mucho éxito. Se inició una gira musical por la Ciudad de México, Querétaro, Celaya, León, Guadalajara y Tlaquepaque. Contenta con el éxito obtenido, la disquera prolongó la gira por Sonora, Sinaloa y Baja California.
Con esto se les dio la oportunidad de grabar un segundo disco, se grabó en dos días, y el tercer día se utilizó para una sesión fotográfica.
Con todo el éxito que se tuvo con estos dos discos, se les comunicó que se presentarían en Siempre en domingo con el señor Raúl Velasco, así que el 8 de agosto de 1973 a las 6:11 p. m. fueron finalmente presentados nacional e internacionalmente por medio de este programa. Tocaron por toda la República Mexicana y Estados Unidos, y para la promoción de “Siempre en domingo”, se lanzó el sencillo “Novia linda”, y después “Momentos”.
Con más de 50 años de trayectoria, Los Silver han tenido ocasión de alternar con artistas como César Costa y con grupos como Los Apson, Los Ángeles Negros, Los Terrícolas y Los Solitarios. Aparte de ello, tocaron con la Orquesta Sinfónica de la Universidad Autónoma de Ciudad Juárez (UACJ).

## Miembros
- Juan Zamora Durán - Voz, Teclados (1962 - presente) Fundador (Compositor)
- Ricardo "Richie" Zamora Durán - Batería (1962 - presente) Fundador
- Miguel "Mike" Antonio Ortiz Collazo - Teclados, Saxófono, Flauta (1968 - presente)
- Óscar Mendoza Holguin - Bajo, Voz (1990 - presente)
- Miguel Máynez Urbina - Guitarra, Voz (2002 - presente)
- Kevin Moisés Ortiz Montes - Trompeta, Trombon, Percusiónes (2006 - presente)
- Mariano Cortés - Trompeta (2019 - presente)
- Felipe Macias - Guitarra, Voz (2021 - presente)

## Discografía
- Siempre lloraba (1969)
- Yo quiero verte llorando (1970)
- Novia linda (1971)
- Tengo ganas de llorar / Mi Soledad (1972)
- Por ti canto (1973)
- Aunque digas que no (1978)
- 15 Éxitos de Los Silver (1979)
- Lo Nuevo de Los Silver (1985)
- Los Silver en vivo (2005)
- Los Silver en vivo "Edición especial" (2009)
- 50  Los Silver (2012)
- Los Silver "El Show" (2017)
- Los Silver Sinfónico (2019)

## Tours
| Fecha | Tour                               | Ubicación cc                                                                     |
| ----- | ---------------------------------- | -------------------------------------------------------------------------------- |
| 1962  | Los Seventeens Tour                | Chihuahua, México                                                                |
| 1964  | Caravanas                          | Fresnillo, Zacatecas, México                                                     |
| 1970  | Yo quiero verte llorando           | Ciudad de México, Querétaro, Celaya, León, Jalisco, Distrito Federal, Zacatecas  |
| 1971  | Novia linda                        | Sonora, Sinaloa y Baja California                                                |
| 1972  | Tengo ganas de llorar / Mi Soledad | Chihuahua, Coahuila, Sonora, Sinaloa, Baja California, Jalisco                   |
| 1973  | Por ti canto                       | Los Ángeles, California - Las Vegas, Nevada - Denver, Colorado, Ciudad de México |
| 1978  | Aunque digas que no                | Chihuahua, México                                                                |
| 2019  | Los Silver Sinfonico               | Chihuahua, México                                                                |